# 횡성군의 지질

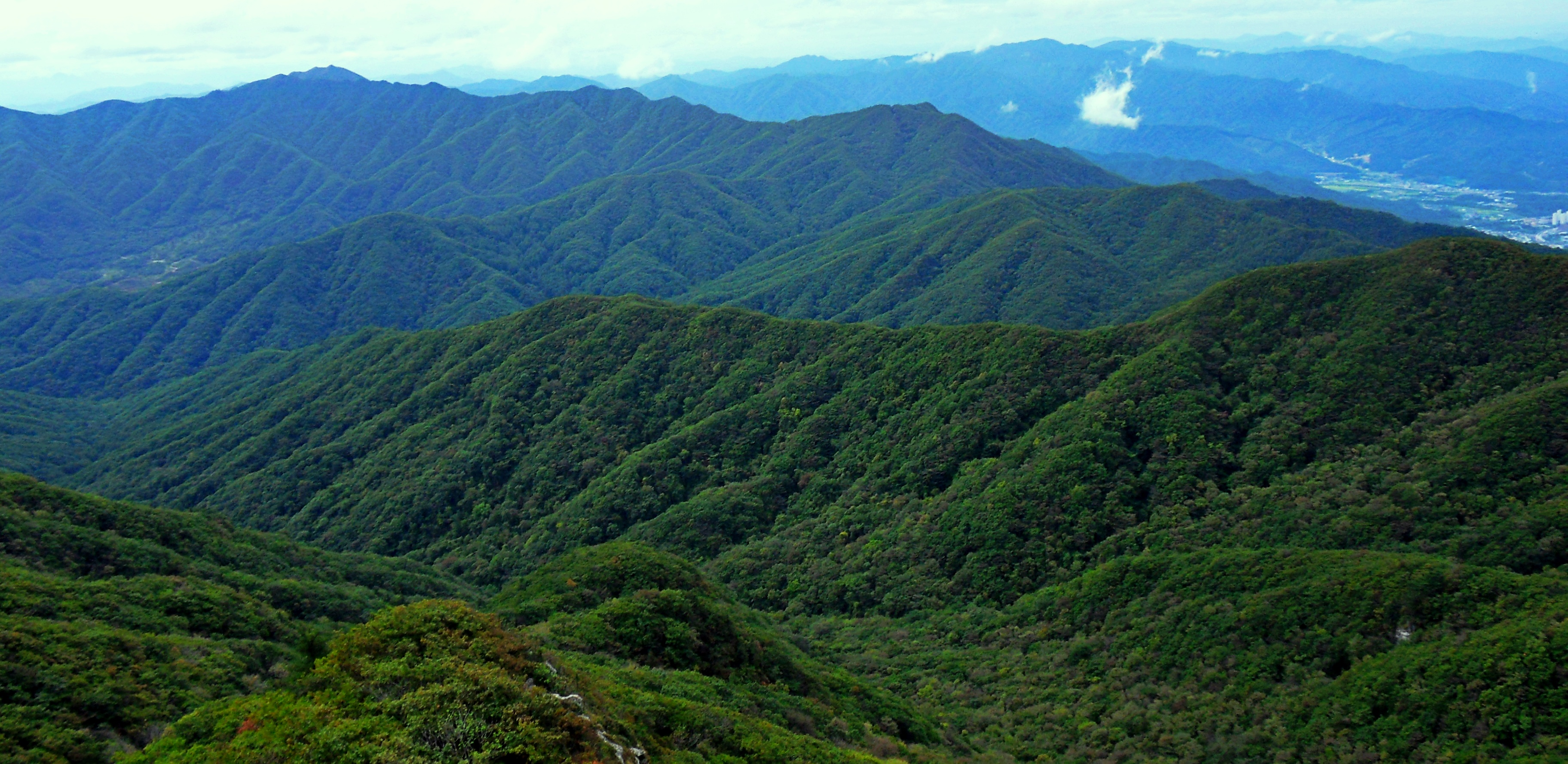
선캄브리아기 편마암으로 구성된 치악산

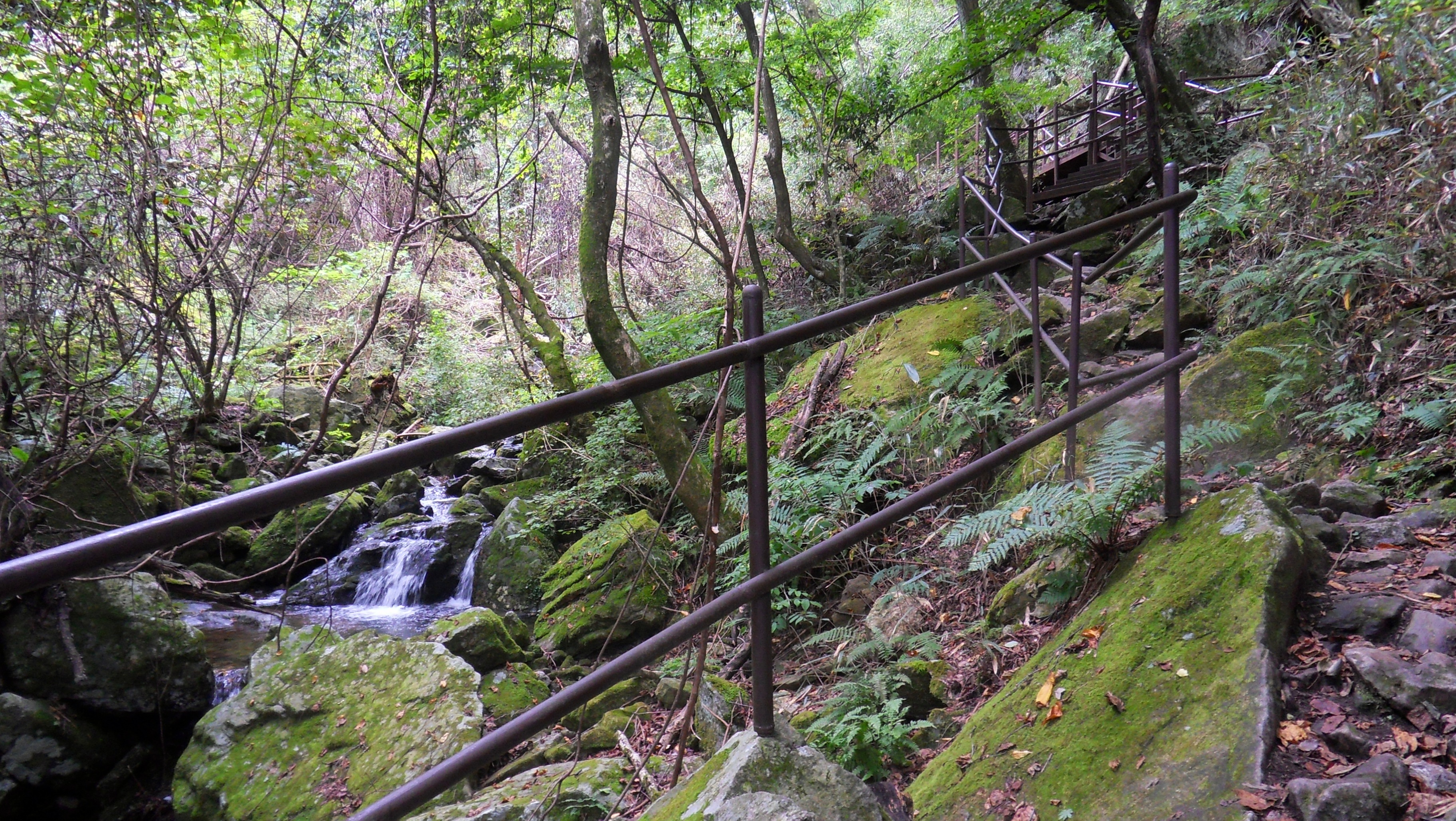
치악산 계곡길

본 문서에서는 강원특별자치도 횡성군의 지질에 대해 설명한다.

## 개요
횡성군은 경기 육괴 중동부에 위치해 있으나 지질은 대부분 중생대에 관입한 화강암으로 구성되고 치악산~안흥면 지역이 선캄브리아기 원생대에 형성된 편마암으로 구성된다. 1:5만 지질도폭 상으로, 
- 양덕원 지질도폭(1974) 남동부 (서원면 북부, 공근면)[2]
- 갑천 지질도폭(1989) 남부 (횡성읍 북동부, 갑천면, 청일면, 둔내면 서부)[3]
- 창동 지질도폭(1995) 서부 (둔내면 동부, 태기산)
- 원주 지질도폭(1989) 북동부 (횡성읍 남서부)[4]
- 안흥리 지질도폭(2011) 대부분 (횡성읍 남동부, 우천면, 둔내면 남부, 안흥면, 강림면, 치악산)[5]

에 해당한다. 

## 선캄브리아기고원생대
경기 육괴에 속하는 선캄브리아기 고원생대의 암석들은 횡성군 남부 치악산과 안흥면 일대에 넓게 분포하며 이외에 공근면 지역에 소규모 분포한다. 치악산 지역에 분포하는 고원생대 변성암류는 편마암 복합체(치악산 편마암)와 이를 관입한 고기(古期)의 화강암으로 구분된다. 치악산 지역에 분포하는 편마암 복합체는 퇴적암과 석회암이 고도의 변성작용에 의해 광역적인 미그마타이트화 작용 및 화강암화 작용을 받은 편마암 복합체이다.
횡성군 안흥면 안흥리와 강림면 강림리 일대의 지하수는 편마암과 화강암 내 방사성 광물의 영향으로 우라늄을 포함하는데, 특히 편마암과 화강암의 지질 경계부 그리고 선캄브리아기 운학 화강암이 분포하는 지역의 지하수는 우라늄과 라돈-222의 함량이 미국 EPA의 권고치를 초과하는 것으로 드러났다.

### 호상 흑운모 편마암
호상 흑운모 편마암은 횡성군 공근면 지역에서 화강암 가운데에 공근면 어둔리~오음산(929 m), 상동리, 삼배리~갑천면 전촌리, 학담리 지역에 고립적으로 분포한다. 대개 흑운모 편마암으로 구성되며 학담리 지역에서는 규장질 편마암과 접하고 각섬암에 관입당했다. 오음산 동측 사면에서는 전형적인 안구상 편마암의 형태를 보인다. 대체로 북동 30~35° 주향에 남동쪽으로 경사하며 규암과 석회규산염암이 협재된다.

### 치악산 편마암
치악산 편마암(Precambrian Chiaksan gneiss)은 횡성군에서 가장 오래된 암석으로 치악산과 박달령, 평창군 방림면에 이르기까지 넓게 분포하는 선캄브리아기 기반암의 일부이며, 치악산 편마암은 니질(泥質) 및 사질(沙質) 성분의 퇴적암과 석회암이 고도의 변성 작용에 의해 미그마타이트화 작용 및 화강암화 작용을 받아 형성된 준(準)편마암복합체이다. 
치악산 편마암은 대체로 호상 구조가 뚜렷한 흑운모 편마암과 미그마타이트질 편마암이 우세하며 유입된 화강암질 물질에 따라 석영-장석질 편마암, 거정질 편마암, 반상질 편마암, 우백질 편마암 등 다양한 암상으로 구성된다. 강림면 부곡리 갈골 지역에는 흑운모 편마암과 편암 내에 20~30 m 두께의 대리암이 협재된다. 
안흥리 지질도폭(2011)에서 치악산 편마암의 미그마타이트질 편마암에 대해 SHRIMP 저어콘 U-Pb 연대 측정 결과 치악산 편마암은 약 19~20억년 전(2070~1960 Ma, 고원생대 라이악스기~오로세이라기)에 퇴적되었으며 이후 약 18억 6천만년 전(1860 Ma, 고원생대 오로세이라기)에 변성작용과 화강암화 작용을 받아 현재의 치악산 편마암을 형성한 것으로 추정된다.
이병춘과 오창환(2024)에 의하면 치악산 편마암의 근원암은 적어도 고원생대 라이악스기(2300~2050 Ma) 이후에 퇴적되었으며, 이들 암석에서 고원생대 오로세이라기(1923 Ma)와 페름기~트라이아스기(278 Ma, 229.9 Ma)에 해당하는 변성연령이 확인되었다. 그리고 변성 진화과정을 전진, 정점, 후퇴 변성으로 구분하였다.

### 반상 화강편마암
반상 화강편마암(Precambrian Porphyritic granite gneiss)은 횡성군 둔내면 조항리 절고개 일대와 안흥면 상안리 국도 제42호선 도로변 2개 지역에 분포한다. 1~2 cm 크기의 장석 반정을 포함하는 우백질 흑운모 화강편마암이며 압쇄 엽리가 발달한다. 안흥리 지질도폭(2011)에서 반상 화강편마암의 저어콘 U-Pb 연대측정 결과 반상 화강편마암은 약 19억년 전(1910±32 Ma, 1921±28 Ma, 고원생대 오로세이라기)에 관입했으며 고생대 말~중생대 초(307±29 Ma; 석탄기 미시시피기~페름기 시수랄리아세 또는 252±22 Ma; 페름기 시수랄리아세~트라이아스기 중기)에 후기 변성작용을 받은 것으로 추정된다.

### 운학 화강암
운학 화강암(Precambrian Unhak granite)은 영월군 수주면 운학리와 횡성군 강림면 월현리 일대에 분포하는 화강암으로 운학리 운학교에서 서원리까지 계곡을 따라 드러나 있다. 운학 화강암은 최대 4 cm 크기의 장석 반정을 포함하는 조립질 반상흑운모화강암이며 변성사질암과 니질암의 포획체를 가진다. 주로 정장석, 사장석, 석영, 흑운모로 구성되고 백운모가 흔히 산출된다.
송용선 외(2011)는 운학 화강암으로 추정되는 횡성군 강림면 월현리 지방도 제411호선 도로변의 부분 용융된 화강편마암질 암석에서 채취된 시료에서 3개의 일치연령 평균인 1988±2 Ma (고원생대 오로세이라기)의 U-Pb 연대를 보고하였다. 안흥리 지질도폭(2011)에서는 운학 화강암에 대해 SHRIMP 저어콘 U-Pb 연대 측정을 실시하였고, 207Pb/206Pb 연대가 20~25억년 전 (2010~2523 Ma)으로 나왔으나 송용선 외(2011)의 연대를 신뢰하였다.

### 안흥 화강암
안흥 화강암(PRagr; Precambrian anheung granite)은 치악산 편마암과 운학 화강암을 관입하며, 담회색 중립질/세립질의 고원생대 흑운모 화강암이다. 흑운모의 함량이 적어지는 곳에서는 부분적으로 우백색을 띠기도 한다. 안흥 화강암은 안흥면 안흥리를 중심으로 안흥면 송한리 동창교에서, 강림면 강림리 노곡소교까지 주천강과 강림천을 따라 북북동-남남서 방향으로 길게 분포하며, 안흥면 안흥리와 국도 제42호선 도로변의 신지교, 가천리 등에 렌즈 형태로 소규모 분포한다. 특히 이 암석은 판상의 쪼개짐이 강하여 주천강을 따라 강변에 험한 절벽을 형성한다. 안흥 화강암은 주로 정장석, 사장석, 석영, 흑운모 등으로 구성되고 부분적으로 각섬석을 포함하며, 강한 압쇄 작용에 의해 형성된 백운모가 흔히 관찰된다. 안흥리 지질도폭(2011)에서는 안흥 화강암을 대상으로 SHRIMP U-Pb 저어콘 연대측정을 실시하였으나 납 손실로 정확한 연대를 알 수 없었고 약 19~18억년 전에 관입한 암석으로만 추정하였다.

## 시대 미상 (옥천계?)

### 각섬석암
횡성군 횡성읍 학곡리~공근면 학담리 지역에는 각섬암이 북동-남서 방향으로 분포하며 선캄브리아기 흑운모 편마암과 규장질 편마암 및 학곡리층을 관입하였다. 주로 각섬석, 흑운모 및 사장석으로 구성된 조립질 암석으로 가끔 저변질 퇴적암을 포획한다.

### 학곡리층
학곡리층(Hakgokri Formation)은 횡성읍 학곡리 서부(지번: 학곡리 산 37-3, 39, 185, 186 지역)에 극소 규모로 분포하는 퇴적암으로 각섬암 내에 분포한다. 주로 (암)회색 변질사암과 암회색 내지 흑색 변질셰일의 호층으로구성되며 흑연질의 석탄을 협재한다. 국부적으로 심한 습곡을 형성하나 지층의 주향은 북동 10~35°, 경사는 북서 55°이다. 양덕원 지질도폭에서는 이 지층을 옥천 누층군에 대비하였다.

## 중생대쥐라기

### 대보 화강암
횡성군의 대부분을 차지하는 중생대의 화강암은 한반도를 북동-남서 방향으로 관입한 대보 화강암체의 일부로, 양덕원(1974)과 원주(1989) 및 갑천 지질도폭(1989)에서는 흑운모 화강암으로, 창동(1995) 및 안흥리 지질도폭(2011)에서는 화강섬록암으로 분류하였으나 모두 똑같은 대보 화강암이다.
양덕원 지질도폭(1974)에 의하면 대체로 조립질이나 선캄브리아기 편마암을 관입한 곳에서는 세립질로 되며 절리가 발달한다. 갑천 지질도폭(1989)에 의하면 조립질이 우세하며 미사장석, 정장석, 사장석, 흑운모, [[석영], 녹니석, 백운모, 저어콘으로 구성된다. 절리와 암맥이 북북서 방향으로 발달한다.
안흥리 지질도폭(2011)에서는 횡성군 횡성읍, 우천면, 둔내면 일대에 넓게 분포하는 대보 화강암 저반(底盤)을 화강섬록암으로 기재하였다. 안흥리 지질도폭에 의하면 주로 알칼리장석, 사장석, 석영, 각섬석, 흑운모, 녹렴석, 스핀, 인회석, 갈렴석, 저어콘 등으로 구성되며 염기성 포획체(mafic microgranular enclave)가 포함된다. SHRIMP U-Pb 연대측정 결과 약 1억 7천만년(172.6±1.4 Ma, 쥐라기 중기 알레니안) 전에 관입한 것으로 해석된다.

### 안산암질 반암
안산암질 반암은 횡성군 안흥면 송한리~소사리 지역에 소규모 분포하는 안산암질암으로 염기성 포획체가 출현하며 저어콘에 대한 206Pb/238U 연대는 176.9±1.2 Ma (쥐라기 중기 알레니안)이다.

## 중생대백악기

### 학담층
학담층(Hakdam Formation)은 횡성군 공근면 학담리와 청곡리 일부 지역에 분포하는 중생대 백악기의 퇴적암 지층으로 선캄브리아기 편마암과 대보 화강암을 부정합으로 덮는다. 자색 또는 핑크색 알코스사암과 자색 이암이 호층을 형성하며 북동 주향에 북서 경사를 보인다. 두께는 30 m 정도이며 표토만 남은 경우도 있다. 양덕원 지질도폭에서는 경상 누층군에 대비하였다.

### 안산암
안산암은 횡성군 청일면 봉명리와 병무산(921 m), 신대리 북부에 분포하는 안산암류이다. 중생대 화강암에 의해 관입당했다.

### 장석반암
장석반암은 횡성군 우천면 오원리와 안흥면 안흥리에 소규모 암주 형태로 발달하며 풍화를 심하게 받아 노두는 거의 없다.

### 암맥
횡성군 곳곳에는 산성암맥, 중성암맥, 규장암맥, 석영반암맥 등 암맥이 분포하며 암맥의 폭은 최대 30 m 정도이다. 횡성군 우천면 상전리 계곡 하상에는 두께 4~6 m의 규장암맥이 북북동 방향으로 관입해 있으며, 안흥면 송한리에는 두께 20 m의 규장암맥이 남-북 방향으로 1 km 이상 연장된다. 우천면 오원리 지역에는 석영반암이 30 m 폭으로 치악산 편마암을 관입해 있다. 갑천면 포동리 일대에는 화강암에 석영반암 및 그래노파이어(granophyre)가 비교적 큰 규모(약 10 km2) 관입해 있다.

## 단층

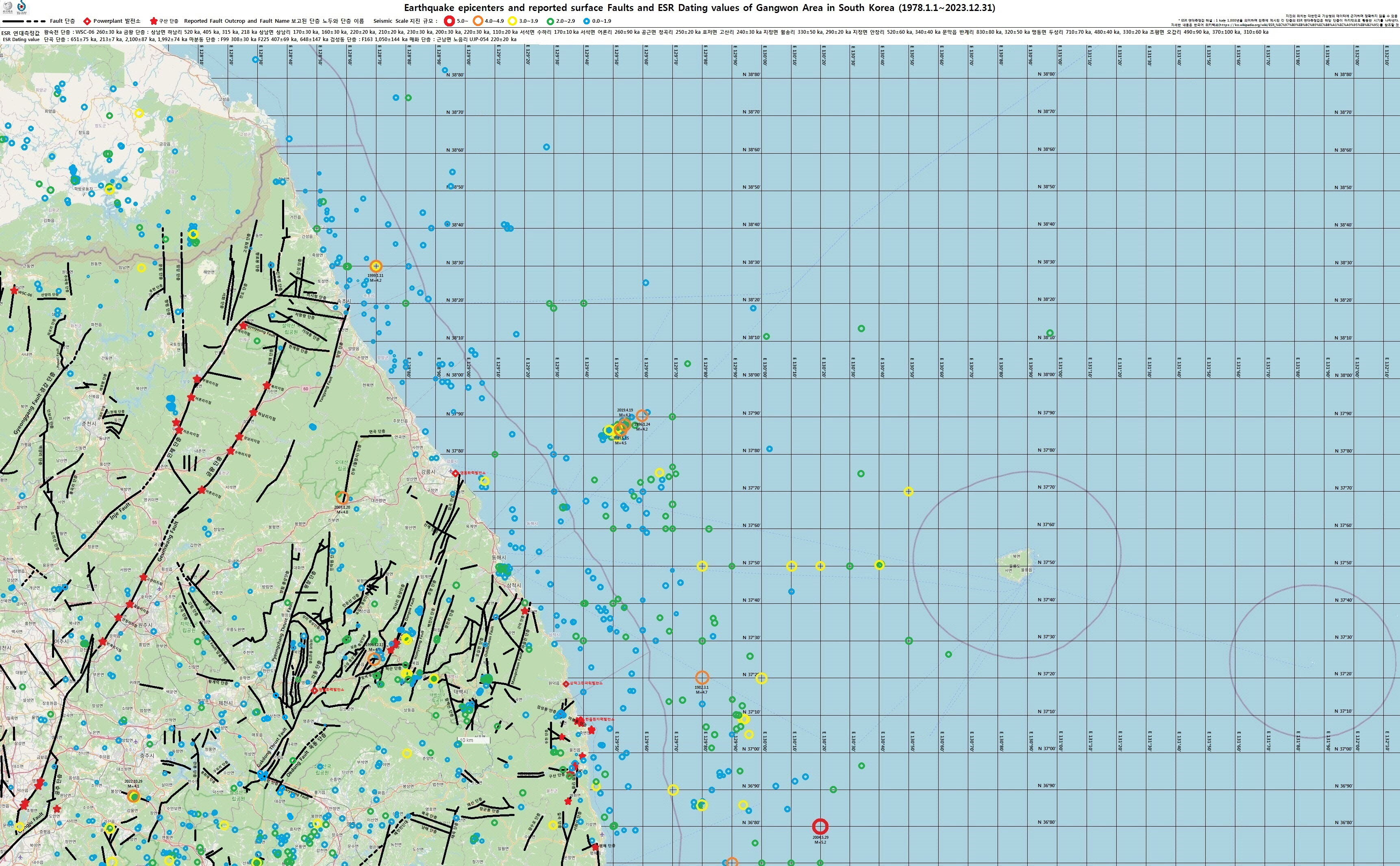
강원특별자치도 안흥 단층, 당골 단층, 강림 단층, 부곡 단층

횡성군 남부 강림면과 우천면 일대에는 치악산을 중심으로 발달하는 북서 주향의 일련의 단층들과 북동 주향의 단층들이 발달한다. 이들 주향 이동 단층은 백악기 변형작용의 산물로 해석된다. 
이들 두 방향의 단층군은 지체 구조적으로 한반도에 형성된 백악기 단층들과 동일한 특성의 주향 이동 단층이며, 하나만 있는 것이 아니라 몇 개의 단층들이 무리 지어 상호 평행하게 발달되는 것이 특징이다. 우천면 서부에 발달하는 북동 주향의 단층들은 금왕 단층과 평행한 것으로서 금왕 단층의 활동과 연관되어 동시기에 형성된 것으로 판단된다.

### 안흥 단층
안흥 단층은 우천면 양적리 우항교에서 국도 제42호선을 따라 오원저수지를 거쳐 안흥면 안흥리 신천교까지 연장된다. 인흥 단층의 단층대 노두는 안흥면 가천리 골새재 신설 도로변에서 관찰된다. 단층대는 3 m 이상의 폭으로 단층비지를 포함하는 단층각력암으로 구성된다. 단층각력은 수~수십 센티미터규모이며 파쇄작용을 강하게 받은 손상대는 5 cm 이하 크기의 각력이 대부분이다. 우수향 주향 이동 단층이나 단층을 경계로 한 암상의 차이는 인지되지 않는다.

### 당골 단층
당골 단층은 횡성군 강림면 강림리에서 영월군 무릉도원면 두산리를 지나 제천시 송학면까지 이어지며 제천화강암 내에서 소멸된다. 강림면 강림리에서 당골 단층이 소멸됨에 따라 당골 단층과 동일한 특성의 강림 단층과 부곡 단층이 계단 형태로 형성되었다. 

### 강림 단층
강림 단층은 원주시 소초면 학곡저수지 인근에서 수리넘어재를 거쳐 횡성군 강림면 강림리까지 연장된다.

### 부곡 단층
부곡 단층은 원주시 소초면 신흥동 구룡사 인근에서 큰골, 비로봉 동쪽 고개마루를 거쳐 강림면 부곡리까지 연장된다. 치악산 편마암을 절단하는 강림 단층과 부곡 단층의 궤적을 따라서 험준한 계곡이 형성되어 있다.

## 광산과 지하자원
횡성군에는 광물이 풍부하지 않으나 갑천 지질도폭에서는 1984년까지 개발된 3개소의 금·은 광산이 보고되어 있다.

### 청일광산
청일광산(晴日鑛山)은 청일면 춘당리에 소재하며 1985년 10월까지 가행된 광산이다. 광상은 중립질 흑운모 화강암을 모암으로 하여 소규모 단층의 열극을 충전한 맥상 광상이며 A, B, C, D 4개 광맥으로 구성된다. 석영맥에는 황동석, 섬아연석, 방연석, 자류철석, 방해석, 형석 등이 산출되며 가장 품위가 좋은 A맥의 품위는 금 0.5~25.8 g/t, 은 57~1073 g/t이다.

### 봉명광산
봉명광산(鳳鳴鑛山)은 청일면 봉명리에 소재하며 발교산(髮校山)에서 남쪽으로 약 1.5 km 떨어진 산중턱에 위치한다. 1984년까지 가행되었으며 현재 품위 저하로 채굴이 중지되었다. 모암은 안산암으로 본 광체는 열극충진(裂隙充塡) 금·은 석영맥이다.

### 병지방광산
병지방광산은 갑천면 병지방리에 위치하며 1941~1942년에 생산 실적이 있었으나 오래전에 폐광된 것으로 추정된다. 횡성군 갑천면 병지방리 대의산(668 m) 남동쪽 2 km 지점에 위치한다.

## 같이 보기
- 한국의 지질
- 경기 육괴
- 금왕 단층
- 횡성군